# 198673 Herrero
198673 Herrero è un asteroide della fascia principale. Scoperto nel 2005, presenta un'orbita caratterizzata da un semiasse maggiore pari a 3,1448458 au e da un'eccentricità di 0,0754381, inclinata di 22,40247° rispetto all'eclittica.